# Jegor Wiktorowitsch Silin

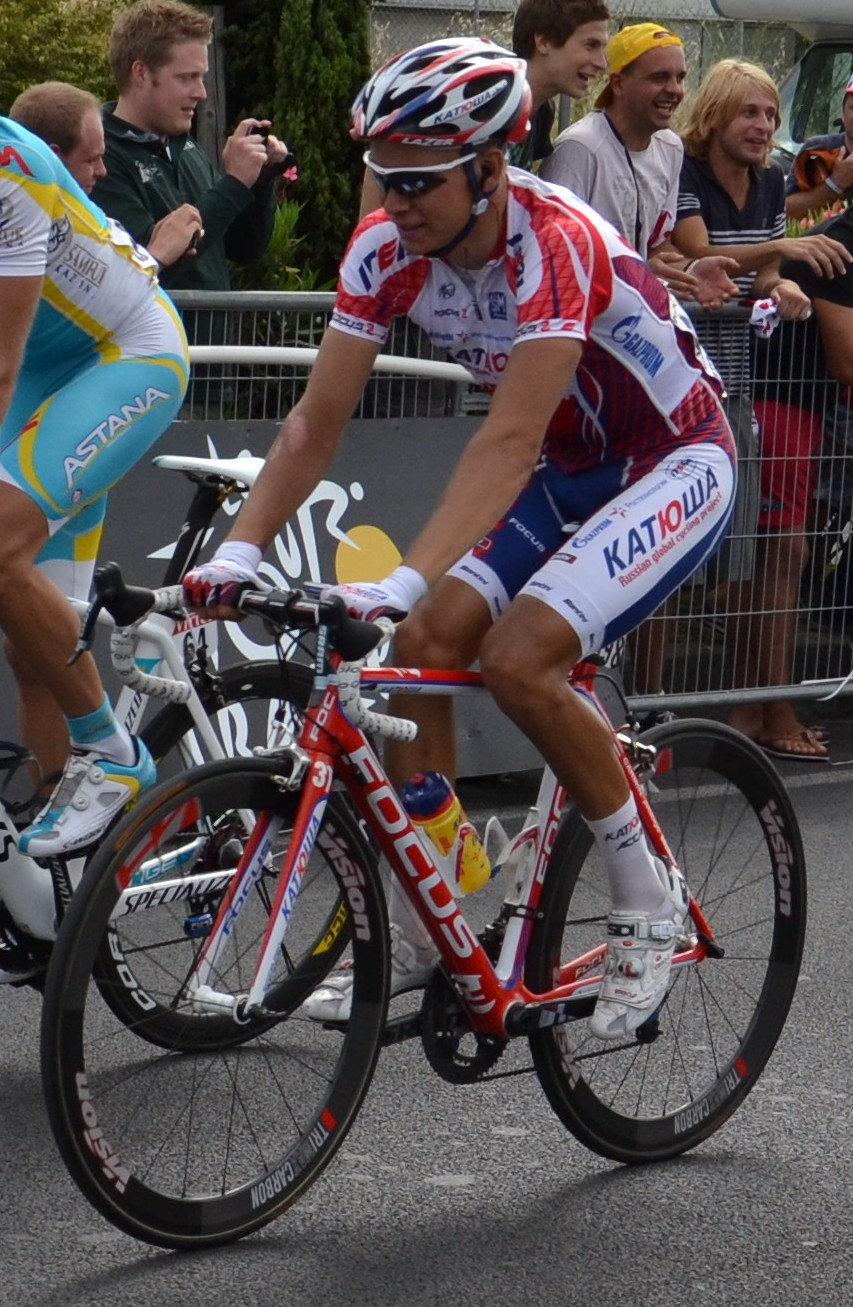
Jegor Silin bei der Tour de France 2011

Jegor Wiktorowitsch Silin (russisch Егор Викторович Силин; * 25. Juni 1988 in Ischim, Oblast Tjumen) ist ein ehemaliger russischer Radrennfahrer.

## Karriere
Als Juniorenfahrer gewann Silin 2005 eine Etappe des Giro di Basilicata. In der Saison 2006 belegte er bei der Trofeo Karlsberg  er den vierten Platz in der Gesamtwertung und wurde beim Giro di Basilicata wurde er Gesamtzweiter.
Im Erwachsenenbereich gewann Silin 2008 das Eintagesrennen Gran Premio Città di Felin und 2009 den Coppa della Pace sowie Etappen des Giro Ciclistico d’Italia und des Giro della Valle d’Aosta. Im Herbst 2009 wurde er im U23-Straßenrennen der Weltmeisterschaften Dritter.
Hierauf erhielt Silin ab der Saison 2010 einen Vertrag beim UCI ProTeam Katusha, für das er mit einer Unterbrechung in den Jahren 2012 und 2013 beim Astana Pro Team bis zum Ende der Saison 2016 fuhr. In dieser Zeit bestritt er fünf Grand Tours, von denen er vier beendete, wobei seine besten Platzierungen Rang 38 beim Giro d’Italia 2016 und Rang 15 bei der Vuelta a España 2016 waren. Außerdem gewann er 2011 eine Etappe der Herald Sun Tour.
Nach zwei Jahren beim portugiesischen UCI Professional Continental Team Rádio Popular Boavista beendete Silin nach Ablauf der Saison 2018 seine internationale Karriere.

## Erfolge
2005
- eine Etappe Giro di Basilicata

2008
- Gran Premio Città di Felin

2009
- Coppa della Pace
- eine Etappe Giro Ciclistico d’Italia
- eine Etappe Giro della Valle d’Aosta
- Weltmeisterschaft – Straßenrennen (U23)

2011
- eine Etappe Herald Sun Tour

2015
- Mannschaftszeitfahren Österreich-Rundfahrt

## Grand-Tour-Platzierungen
| Grand Tour            | 2011 | 2012 | 2013 | 2014 | 2015 | 2016 |
| --------------------- | ---- | ---- | ---- | ---- | ---- | ---- |
| Giro d’ItaliaGiro     | –    | –    | –    | –    | –    | 38   |
| Tour de FranceTour    | 73   | –    | –    | DNF  | –    | –    |
| Vuelta a EspañaVuelta | –    | 122  | –    | –    | –    | 15   |

## Teams
- 2010–2011 Katusha Team
- 2012–2013 Astana Pro Team
- 2014–2016 Team Katusha
- 2017–2018 Rádio Popular Boavista